# NRL Auckland Nines 2014
Die NRL Auckland Nines 2014 (aus Sponsoringgründen auch als Dick Smith NRL Auckland Nines bezeichnet) waren die erste Ausgabe der NRL Auckland Nines, die am 15. und 16. Februar im Eden Park stattfand. Im Finale gewannen die North Queensland Cowboys 16:7 gegen die Brisbane Broncos.

## Vorrunde

### Yellow Pool
| Platz | Team                       | Siege | Unent. | Ndlg. | Ergeb. | Diff. | Punkte |
| ----- | -------------------------- | ----- | ------ | ----- | ------ | ----- | ------ |
| 1.    | New Zealand Warriors       | 3     | 0      | 0     | 80:41  | +39   | 6      |
| 2.    | North Queensland Cowboys   | 1     | 0      | 2     | 55:45  | +10   | 2      |
| 3.    | Canberra Raiders           | 1     | 0      | 2     | 32:53  | -21   | 2      |
| 4.    | Manly-Warringah Sea Eagles | 1     | 0      | 2     | 25:53  | -28   | 2      |

| 15. Februar 14:25 | New Zealand Warriors                                                                               | 25 : 14 | Canberra Raiders                                                                             |  |
| 15. Februar 14:25 | Versuche: Fisiiahi 3. erh. Johnson 6. erh. Matagi 12. erh. Kata 16. erh. Erhöhungen: Johnson (4/4) | (13:4)  | Versuche: Cornish 1. n.erh. Heffernan 14. erh. Kennedy 18. n.erh. Erhöhungen: Buttriss (1/3) |  |

| 15. Februar 14:50 | Manly-Warringah Sea Eagles                                                              | 17 : 8 | North Queensland Cowboys                    |  |
| 15. Februar 14:50 | Versuche: Williams 4. n.erh. Hiku 6. erh. Blair 15. erh. Erhöhungen: Cherry-Evans (2/3) | (10:4) | Versuche: Feldt 9. n.erh. Rona 18+1. n.erh. |  |

| 15. Februar 18:10 | New Zealand Warriors | 27 : 4 | Manly-Warringah Sea Eagles |  |
| 15. Februar 18:10 | Versuche: Kata 9. erh. Peyroux 11. erh. Fusitua 13. n.erh. Johnson 15. erh. Lolohea 18. n.erh. Erhöhungen: Johnson (3/5) | (6:4)  | Versuche: Hasson 7. n.erh. |  |

| 15. Februar 18:35 | Canberra Raiders | 0 : 24 | North Queensland Cowboys                                                                                    |  |
| 15. Februar 18:35 |                  | (0:17) | Versuche: Cooper 3. erh. Thompson 7. erh. Linett 9. n.erh. Bowen 12. erh. Erhöhungen: Feldt (2/2) Lui (1/2) |  |

| 16. Februar 13:45 | New Zealand Warriors                                                                                                | 28 : 23 | North Queensland Cowboys                                                                                                |  |
| 16. Februar 13:45 | Versuche: Ikahihifo 1. erh., 11. erh. Tuimavave 5. n.erh. Kata 9. n.erh. Johnson 16. erh. Erhöhungen: Johnson (3/5) | (15:8)  | Versuche: Feldt 3. n.erh. Winterstein 7. n.erh., 18+1. n.erh. Linnett 13. n.erh. Santo 14. erh. Erhöhungen: Feldt (1/5) |  |

| 16. Februar 14:10 | Canberra Raiders                                                                                       | 18 : 4 | Manly-Warringah Sea Eagles  |  |
| 16. Februar 14:10 | Versuche: Robinson 5. n.erh., 6. n.erh. Heffernan 10. n.erh. Tupou 12. erh. Erhöhungen: Robinson (1/4) | (8:0)  | Versuche: Satini 15. n.erh. |  |

### Green Pool
| Platz | Team                          | Siege | Unent. | Ndlg. | Ergeb. | Diff. | Punkte |
| ----- | ----------------------------- | ----- | ------ | ----- | ------ | ----- | ------ |
| 1.    | Parramatta Eels               | 2     | 0      | 1     | 55:32  | +23   | 4      |
| 2.    | Brisbane Broncos              | 2     | 0      | 1     | 42:32  | +10   | 4      |
| 3.    | Sydney Roosters               | 1     | 0      | 2     | 29:41  | -12   | 2      |
| 4.    | Canterbury-Bankstown Bulldogs | 1     | 0      | 2     | 26:46  | -21   | 2      |

| 15. Februar 13:25 | Sydney Roosters                                                   | 11 : 18 | Parramatta Eels                                                                              |  |
| 15. Februar 13:25 | Versuche: Pearce 8. erh. Tupou 9. n.erh. Erhöhungen: Pearce (1/2) | (11:10) | Versuche: Radradra 4. n.erh., 5. erh., 13. n.erh. Toutai 11. n.erh. Erhöhungen: Sandow (1/4) |  |

| 15. Februar 13:50 | Brisbane Broncos                                                                                     | 20 : 4 | Canterbury-Bankstown Bulldogs |  |
| 15. Februar 13:50 | Versuche: Copley 8. n.erh. McCullough 12. n.erh. Hunt 14. n.erh. Mills 17. n.erh. Barba 18+1. n.erh. | (4:4)  | Versuche: Mbye 6. n.erh.      |  |

| 15. Februar 17:10 | Sydney Roosters                                                                | 14 : 7 | Brisbane Broncos                                 |  |
| 15. Februar 17:10 | Versuche: Fittler 5. erh. Pearce 9. erh. Erhöhungen: Pearce (1/1) Friend (1/1) | (14:0) | Versuche: Parker 14. erh. Erhöhungen: Hunt (1/1) |  |

| 15. Februar 17:35 | Parramatta Eels                                                                                  | 23 : 6 | Canterbury-Bankstown Bulldogs                     |  |
| 15. Februar 17:35 | Versuche: Ma'u 2. n.erh. Norman 6. n.erh. Toutai 9. erh. Terepo 12. n.erh. Radradra 18+1. n.erh. | (15:0) | Versuche: Perrett 15. erh. Erhöhungen: Mbye (1/1) |  |

| 16. Februar 12:50 | Sydney Roosters               | 4 : 16 | Canterbury-Bankstown Bulldogs                                             |  |
| 16. Februar 12:50 | Versuche: Rokolati 18. n.erh. | (0:8)  | Versuche: Jackson 3. n.erh. O’Hanlon 8. n.erh., 16. n.erh. Low 10. n.erh. |  |

| 16. Februar 13:15 | Parramatta Eels                                                                  | 14 : 15 | Brisbane Broncos                                                                         |  |
| 16. Februar 13:15 | Versuche: Norman 5. erh. Radradra 18. erh. Erhöhungen: Norman (1/1) Sandow (1/1) | (7:7)   | Versuche: Nikorima 3. erh. Hoffman 11. n.erh. Hunt 16. n.erh. Erhöhungen: Nikorima (1/3) |  |

### Blue Pool
| Platz | Team                       | Siege | Unent. | Ndlg. | Ergeb. | Diff. | Punkte |
| ----- | -------------------------- | ----- | ------ | ----- | ------ | ----- | ------ |
| 1.    | Newcastle Knights          | 2     | 0      | 1     | 62:29  | +33   | 4      |
| 2.    | Cronulla-Sutherland Sharks | 2     | 0      | 1     | 60:47  | +13   | 4      |
| 3.    | Gold Coast Titans          | 1     | 0      | 2     | 50:62  | -12   | 2      |
| 4.    | Wests Tigers               | 1     | 0      | 2     | 28:62  | -34   | 2      |

| 15. Februar 12:35 | Cronulla-Sutherland Sharks                                                                    | 15 : 12 | Newcastle Knights                                                  |  |
| 15. Februar 12:35 | Versuche: Tagataese 8. erh. Carney 11. n.erh. Gardner 18. n.erh. Erhöhungen: Holdsworth (1/3) | (7:6)   | Versuche: Roberts 5. erh. Leilua 14. erh. Erhöhungen: Mullen (2/2) |  |

| 15. Februar 13:00 | Wests Tigers                                          | 7 : 22 | Gold Coast Titans                                                                                                   |  |
| 15. Februar 13:00 | Versuche: Tedesco 11. erh. Erhöhungen: Richards (1/1) | (0:12) | Versuche: Gordon 5. n.erh. Carter 6. n.erh. Mead 8. n.erh. Likiliki 13. erh. Loa 15. n.erh. Erhöhungen: Kelly (1/5) |  |

| 15. Februar 16:20 | Cronulla-Sutherland Sharks                                                              | 15 : 21 | Wests Tigers                                                                                                |  |
| 15. Februar 16:20 | Versuche: Feki 9. n.erh. Tagataese 13. erh. Leutele 18. n.erh. Erhöhungen: Carney (1/3) | (4:10)  | Versuche: Woods 4. n.erh. Richards 7. erh. Koroibete 12. n.erh. Tedesco 17. erh. Erhöhungen: Richards (2/4) |  |

| 15. Februar 16:45 | Newcastle Knights                                                                                       | 25 : 14 | Gold Coast Titans                                                      |  |
| 15. Februar 16:45 | Versuche: Smith 6. erh. Leilua 9. n.erh., 12. erh., 15. n.erh. Mamo 18. n.erh. Erhöhungen: Mullen (2/5) | (11:7)  | Versuche: Tighe 2. erh., 16. erh. Erhöhungen: Gordon (1/1) Kelly (1/1) |  |

| 16. Februar 12:00 | Cronulla-Sutherland Sharks | 30 : 14 | Gold Coast Titans                                                                     |  |
| 16. Februar 12:00 | Versuche: Tagataese 1. erh. Brown 6. n.erh. Ayshford 9. n.erh. Holmes 12. n.erh. Leutele 15. n.erh. Prior 18. erh. Erhöhungen: Holdsworth (2/6) | (16:0)  | Versuche: Minichiello 11. n.erh., 17. erh. Kelly 14. n.erh. Erhöhungen: Zillman (1/3) |  |

| 16. Februar 12:25 | Newcastle Knights                                                                                                   | 25 : 0 | Wests Tigers |  |
| 16. Februar 12:25 | Versuche: Mamo 2. n.erh. Roberts 6. erh. Houston 9. erh. Mason 12. n.erh. Gagai 13. n.erh. Erhöhungen: Mullen (2/5) | (17:0) |              |  |

### Red Pool
| Platz | Team                         | Siege | Unent. | Ndlg. | Ergeb. | Diff. | Punkte |
| ----- | ---------------------------- | ----- | ------ | ----- | ------ | ----- | ------ |
| 1.    | Penrith Panthers             | 2     | 0      | 1     | 53:37  | +16   | 4      |
| 2.    | South Sydney Rabbitohs       | 2     | 0      | 1     | 53:38  | +15   | 4      |
| 3.    | Melbourne Storm              | 1     | 0      | 2     | 39:40  | -1    | 2      |
| 4.    | St. George Illawarra Dragons | 1     | 0      | 2     | 26:56  | -30   | 2      |

| 15. Februar 15:15 | Melbourne Storm                                                          | 11 : 14 | Penrith Panthers                                                                   |  |
| 15. Februar 15:15 | Versuche: Chambers 15. n.erh. Munster 18. erh. Erhöhungen: Munster (1/2) | (0:4)   | Versuche: Nabuli 4. n.erh Mansour 10. erh. Yeo 17. n.erh. Erhöhungen: Moylan (1/3) |  |

| 15. Februar 15:40 | South Sydney Rabbitohs | 23 : 4 | St. George Illawarra Dragons |  |
| 15. Februar 15:40 | Versuche: Johnston 4. erh. McQueen 11. n.erh. Tuqiri 13. n.erh. Reddy 15. n.erh. Keary 18. n.erh. Erhöhungen: Johnston (1/5) | (6:0)  | Versuche: Morris 17. n.erh.  |  |

| 15. Februar 19:00 | Melbourne Storm                                                                            | 18 : 12 | South Sydney Rabbitohs                                            |  |
| 15. Februar 19:00 | Versuche: Chambers 6. n.erh., 8. erh. Fonua 11. erh. Erhöhungen: Chambers (1/2) Waqa (1/1) | (11:8)  | Versuche: Merritt 1. n.erh. Reddy 9+1. n.erh. Champion 13. n.erh. |  |

| 15. Februar 19:25 | Penrith Panthers                                                                         | 23 : 8 | St. George Illawarra Dragons                      |  |
| 15. Februar 19:25 | Versuche: Jennings 8. n.erh., 15. erh. Nabuli 9. erh., 13. erh. Erhöhungen: Soward (3/4) | (10:4) | Versuche: Morris 2. n.erh. Nightingale 11. n.erh. |  |

| 16. Februar 14:35 | Melbourne Storm                                                   | 10 : 14 | St. George Illawarra Dragons                                                |  |
| 16. Februar 14:35 | Versuche: Garbutt 9. erh. Fonua 12. n.erh. Erhöhungen: Waqa (1/2) | (6:8)   | Versuche: Morris 1. n.erh., 16. erh. Dugan 5. n.erh. Erhöhungen: Witt (1/3) |  |

| 16. Februar 15:00 | Penrith Panthers                                                                                              | 16 : 18 | South Sydney Rabbitohs                                                                                   |  |
| 16. Februar 15:00 | Versuche: Kingston 6. erh. Campbell-Gillard 15. erh. Mansour 18. n.erh. Erhöhungen: Moylan (1/1) Soward (1/2) | (6:12)  | Versuche: McQueen 2. n.erh. Teʻo 3. n.erh. Koroisau 7. n.erh. Walker 13. erh. Erhöhungen: Koroisau (1/4) |  |

## Finalrunde
| Viertelfinale | Viertelfinale              | Viertelfinale              |    |                      | Halbfinale | Halbfinale | Halbfinale |  |  | Finale | Finale | Finale |
|               |                            |                            |    |                      |            |            |            |  |  |        |        |        |
| B1            | Newcastle Knights          | 11                         |    |                      |            |            |            |  |  |        |        |        |
| G2            | Brisbane Broncos           | 16                         |    |                      |            |            |            |  |  |        |        |        |
| G2            | Brisbane Broncos           | 16                         | G2 | Brisbane Broncos     | 18         |            |            |  |  |        |        |        |
|               |                            |                            | G2 | Brisbane Broncos     | 18         |            |            |  |  |        |        |        |
|               | B2                         | Cronulla-Sutherland Sharks | 14 |                      |            |            |            |  |  |        |        |        |
| G1            | B2                         | Cronulla-Sutherland Sharks | 14 | Parramatta Eels      | 6          |            |            |  |  |        |        |        |
| G1            |                            |                            |    | Parramatta Eels      | 6          |            |            |  |  |        |        |        |
| B2            | Cronulla-Sutherland Sharks | 17                         |    |                      |            |            |            |  |  |        |        |        |
| B2            | Cronulla-Sutherland Sharks | 17                         | G2 | Brisbane Broncos     | 7          |            |            |  |  |        |        |        |
|               |                            |                            |    | Brisbane Broncos     | 7          |            |            |  |  |        |        |        |
|               | Y2                         | North Queensland Cowboys   | 16 |                      |            |            |            |  |  |        |        |        |
| Y1            | Y2                         | North Queensland Cowboys   | 16 | New Zealand Warriors | 17         |            |            |  |  |        |        |        |
| Y1            |                            |                            |    | New Zealand Warriors | 17         |            |            |  |  |        |        |        |
| R2            | South Sydney Rabbitohs     | 16                         |    |                      |            |            |            |  |  |        |        |        |
| R2            | South Sydney Rabbitohs     | 16                         | Y1 | New Zealand Warriors | 0          |            |            |  |  |        |        |        |
|               |                            |                            | Y1 | New Zealand Warriors | 0          |            |            |  |  |        |        |        |
|               | Y2                         | North Queensland Cowboys   | 8  |                      |            |            |            |  |  |        |        |        |
| R1            | Y2                         | North Queensland Cowboys   | 8  | Penrith Panthers     | 12         |            |            |  |  |        |        |        |
| R1            |                            |                            |    | Penrith Panthers     | 12         |            |            |  |  |        |        |        |
| Y2            | North Queensland Cowboys   | 22                         |    |                      |            |            |            |  |  |        |        |        |

### Viertelfinale
| 16. Februar 15:30 | Newcastle Knights                                                      | 11 : 16 | Brisbane Broncos                                                                       |  |
| 16. Februar 15:30 | Versuche: Mullen 6. erh. McKinnon 18. n.erh. Erhöhungen: Roberts (1/2) | (6:8)   | Versuche: McCullough 5. n.erh. Nikorima 8. n.erh. Hoffman 10. n.erh. Copley 13. n.erh. |  |

| 16. Februar 15:55 | Parramatta Eels                                  | 6 : 17 | Cronulla-Sutherland Sharks                                                                                  |  |
| 16. Februar 15:55 | Versuche: Paulo 8. erh. Erhöhungen: Sandow (1/1) | (6:4)  | Versuche: Gardner 3. n.erh. Holmes 12. erh. Stapleton 14. erh. Erhöhungen: Stapleton (1/2) Holdsworth (1/1) |  |

| 16. Februar 16:20 | New Zealand Warriors                                                                                  | 17 : 16 | South Sydney Rabbitohs                                                                                  |  |
| 16. Februar 16:20 | Versuche: Fisiiahi 4. erh. Laumape 6. n.erh. Johnson 12. erh. Erhöhungen: Johnson (1/2) Tomkins (1/1) | (10:0)  | Versuche: McQueen 10. n.erh. Merritt 17. erh. Walker 18+1. erh. Erhöhungen: Koroisau (1/2) Walker (1/1) |  |

| 16. Februar 16:45 | Penrith Panthers                                                   | 12 : 22 | North Queensland Cowboys                                                                            |  |
| 16. Februar 16:45 | Versuche: Nabuli 14. n.erh. Jennings 15. n.erh. Mansour 17. n.erh. | (0:12)  | Versuche: Feldt 8. erh., 18. n.erh. Sims 9. erh. Rona 10. erh. Erhöhungen: Feldt (1/1) Morgan (2/3) |  |

### Halbfinale
| 16. Februar 17:45 | Brisbane Broncos                                                                                          | 18 : 14 | Cronulla-Sutherland Sharks                                           | Schiedsrichter: Gerard Sutton |
| 16. Februar 17:45 | Versuche: McCullough 3. erh. Barba 9. n.erh. Hunt 11. n.erh. Hoffman 15. n.erh. Erhöhungen: Gillett (1/4) | (10:0)  | Versuche: Feki 14. erh. Wright 18. erh. Erhöhungen: Holdsworth (2/2) | Schiedsrichter: Gerard Sutton |

| 16. Februar 18:10 | New Zealand Warriors | 0 : 8 | North Queensland Cowboys                   | Schiedsrichter: Ben Cummins |
| 16. Februar 18:10 |                      | (0:4) | Versuche: Feldt 3. n.erh. Bowen 14. n.erh. | Schiedsrichter: Ben Cummins |

### Finale
| 16. Februar 19:30 | Brisbane Broncos                               | 7 : 16 | North Queensland Cowboys                                                                  | Schiedsrichter: Ben Cummins |
| 16. Februar 19:30 | Versuche: Hunt 16. erh. Erhöhungen: Hunt (1/1) | (0:10) | Versuche: Winterstein 5. erh. Rona 8. n.erh., 17. erh. Erhöhungen: Lui (1/2) Morgan (1/1) | Schiedsrichter: Ben Cummins |

## All-Star-Team
| Spieler             | Verein                     | Nationalität |
| ------------------- | -------------------------- | ------------ |
| Andrew McCullough   | Brisbane Broncos           | Australien   |
| Shaun Johnson       | New Zealand Warriors       | Neuseeland   |
| James Tamou         | North Queensland Cowboys   | Australien   |
| Dylan Walker        | South Sydney Rabbitohs     | Australien   |
| Antonio Winterstein | North Queensland Cowboys   | Samoa        |
| Andrew Fifita       | Cronulla-Sutherland Sharks | Australien   |
| Kane Linnett        | North Queensland Cowboys   | Schottland   |
| Gavin Cooper        | North Queensland Cowboys   | Australien   |
| Suaia Matagi        | New Zealand Warriors       | Neuseeland   |